# Караганди (Бурлінський район)
Караганди́ (каз. Қарағанды) — село у складі Бурлінського району Західноказахстанської області Казахстану. Адміністративний центр та єдиний населений пункт Карагандинського сільського округу.
Населення — 612 осіб (2021; 785 у 2009, 889 у 1999, 1161 у 1989).
До 2020 року село називалось Кірово.